# 胞吞作用

不同類型的胞吞作用

胞吞作用（endocytosis）又稱內吞作用、入胞作用，简称胞吞、内吞，是通过质膜内陷形成膜泡，将较大物质摄入细胞内的过程。
胞吞作用可吞入大分子物質（如糖類、脂質、蛋白質等）、亞顯微顆粒（如病毒），或大如其他細胞、其他微生物（如凋亡細胞、細菌）進入細胞內部的方式。有別於小分子物質（如水、無機鹽、氨基酸等）進入細胞的方式（簡單擴散或主動運輸），胞吞作用先以細胞膜凹陷的方式形成一個囊泡（vesicle），將欲進入細胞內部的物質包裹起來，之後囊泡脫離細胞膜進入細胞內部，而細胞膜重新組合以免出現破損，此時囊泡會一直包裹物質直到不再被需要為止。進入胞內的物質會參與細胞內的一系列生命活動。

## 过程
胞吞作用分為三種：吞噬作用（phagocytosis）、胞飲作用（pinocytosis）和受體介導胞吞作用（receptor-mediated endocytosis）。
目前大部分细胞摄取机制中的网格蛋白介导胞吞作用（clathrin-mediated endocytosis，CME）通过辅助蛋白2（adaptor protein 2， AP-2）募集网格蛋白，于内吞位置形成披网格蛋白小窝，内陷并通过动力蛋白夹断细胞膜形成早期内体。CME所摄取颗粒粒径一般位于50~200nm范围，人工合成药物基因载体一般经此通路摄取。200 nm左右颗粒可能经CME、快速内吞蛋白介导内吞（fast endophilin-mediated endocytosis）、网格蛋白非依赖性载体（ clathrin-independent carrier）途径内吞，或者糖基磷脂酰肌醇 （glycosylphosphatidylinositol）锚定蛋白富集早期内吞体（anchored protein enriched early endocytic compartment）等多种途径摄取；颗粒大于200 nm一般经巨胞饮（macropinocytosis）或吞噬作用（phagocytosis）内化进入细胞。
内吞进入早期内体后，内体膜上液泡型ATP酶（Vacuolar-type ATPase，V-ATPase）泵入质子，使其pH值由中性迅速下降至6.0~6.5。若不被细胞内循环流放至胞外，内体则会进一步成熟为晚期内体，V-ATPase继续将pH值降至5.0~5.5，若与溶酶体融合甚至可达4.5~5.0。

## 歷史
1963年由克里斯汀·德·迪夫提出。

## 参阅
- 主動運輸
- 胞饮作用
- 胞吐作用

## 外部連結
- A comprehensive review of endocytosis and endocytic mechanisms by Doherty and McMahon[]
- Endocytosis at biologyreference.com （页面存档备份，存于）
- Endocytosis - researching endocytic mechanisms at endocytosis.org （页面存档备份，存于）
- Clathrin-mediated endocytosis （页面存档备份，存于） ASCB Image & Video Library
- Types of Endocytosis (Animation) （页面存档备份，存于）